# István Jónyer

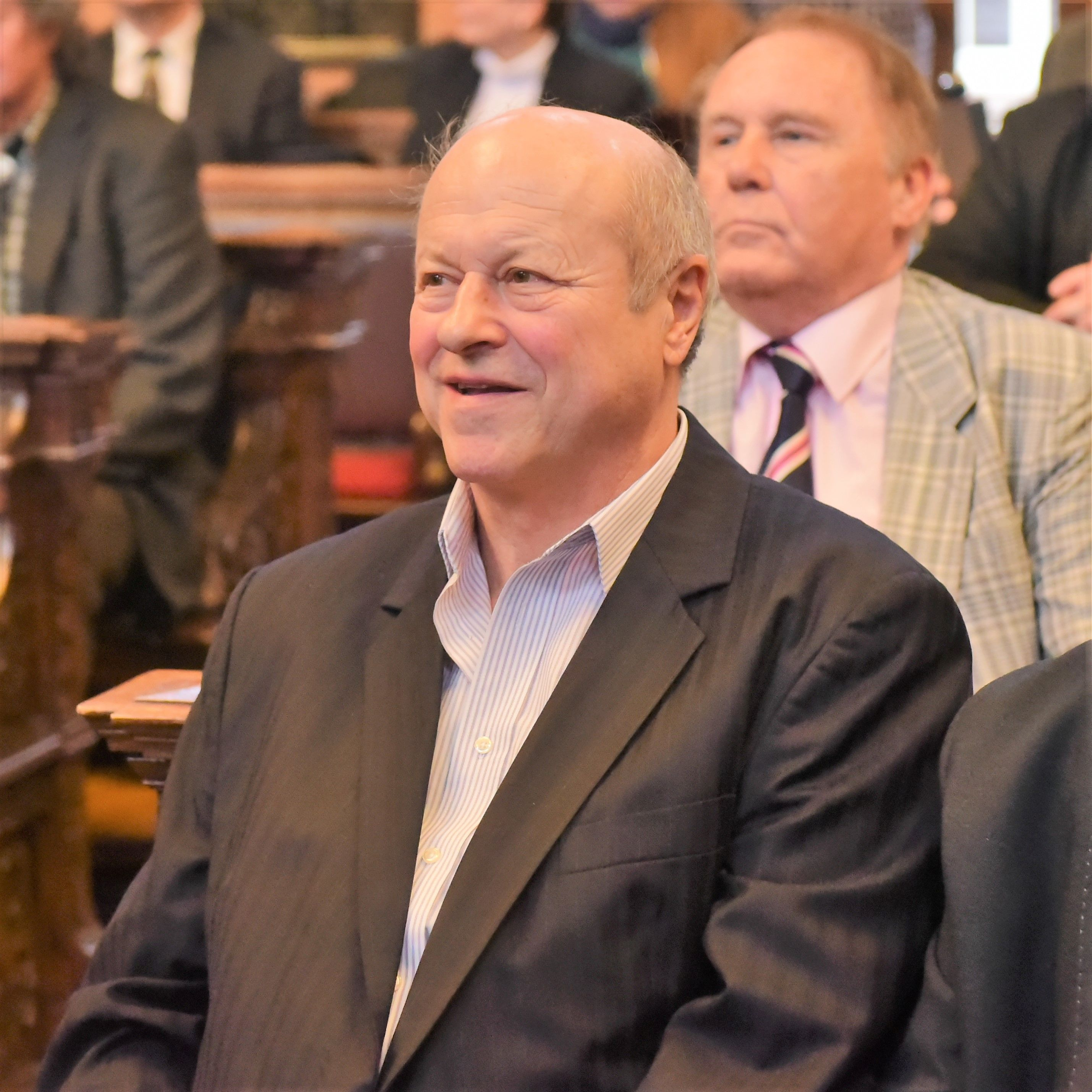
István Jónyer, 2019

István Jónyer ['iʃtva:n 'jo:ɲɛr] (* 4. August 1950 in Miskolc, Ungarn) ist ein ehemaliger ungarischer Tischtennisspieler und gehörte in den 1970er Jahren zu den besten Tischtennisspielern der Welt.

## Werdegang
Jónyer wurde 1975 Weltmeister im Einzel. Dabei besiegte er im Endspiel Antun Stipančić nach einem 2:0-Satzrückstand noch mit 3:2. Im Doppel gewann er mit Gábor Gergely ebenfalls 1975 sowie bereits 1971 mit Tibor Klampár zweimal die Weltmeisterschaft. Außerdem wurde er 1979 mit dem ungarischen Team Mannschaftsweltmeister. Mit Klampár wurde er noch 1973 und 1979 Vizeweltmeister im Doppel, 1981 gewann er mit der Mannschaft Silber. Bei den Europameisterschaften wurde er 1978 und 1982 mit Ungarn Mannschaftsmeister, 1974 mit Klampár Europameister im Doppel. Zwischen 1967 und 1982 belegte er bei nationalen ungarischen Meisterschaften insgesamt 25-mal den ersten Platz, nämlich sechsmal im Einzel, 11-mal im Doppel und achtmal im Mixed. Er spielte im Verein Budapesti Spartacus, Anfang der 1980er Jahre gab er ein Jahr lang ein Gastspiel in Italien und wechselte dann zum österreichischen Verein UTTC Stockerau.
Nach 331 offiziellen Länderspielen beendete Jónyer 1984 seine internationale Karriere. Ende 1996 wurde er zum Vizepräsidenten des Ungarischen Tischtennisverbandes berufen.
Jónyer ist seit 1971 verheiratet mit Maria geb. Nemeth (welche auch international Tischtennis spielte, etwa 1972 mit Ferencvarosi Budapest im ETTU Cup) und hat zwei Kinder (Istvan und Maria). In den 1990er Jahren betrieb er ein Sportartikel-Geschäft mit 20 Angestellten. Ab dem Jahr 2007 spielte er für einige Zeit in der 1. Mannschaft von SV Salamander Kornwestheim 1894 in der Bezirksliga.

## Erfolge
- Teilnahme an Tischtennisweltmeisterschaften
  - 1971 in Nagoya (Japan)
    - 1. Platz Doppel (mit Tibor Klampár)

  - 1973 in Sarajevo
    - 2. Platz Doppel (mit Tibor Klampár)

  - 1975 in Kalkutta
    - 1. Platz Einzel
    - 1. Platz Doppel (mit Gábor Gergely)

  - 1979 in Pjöngjang (Nordkorea)
    - 2. Platz Doppel (mit Tibor Klampár)
    - 1. Platz mit Herrenteam

  - 1981 in Novi Sad
    - 2. Platz mit Herrenteam

  - 1983 in Tokio
    - 3. Platz mit Herrenteam

- Europameisterschaften
  - 1968 in Lyon
    - 3. Platz Doppel (mit Mátyás Beleznay)

  - 1970 in Moskau
    - 3. Platz Doppel (mit Tibor Klampár)

  - 1972 in Rotterdam
    - 2. Platz Einzel
    - 1. Platz Doppel (mit Péter Rózsás)

  - 1974 in Novi Sad
    - 1. Platz Doppel (mit Tibor Klampár)
    - 2. Platz mit Team

  - 1978 in Duisburg
    - 2. Platz Einzel
    - 1. Platz mit Team

  - 1980 in Bern
    - 3. Platz Doppel (mit Tibor Klampár)
    - 3. Platz Mixed (mit Gabriella Szabó)

  - 1982 in Budapest
    - 2. Platz Doppel (mit Gábor Gergely)
    - 1. Platz mit Team

- Teilnahme an Europe TOP-12
  - 1971 in Zadar: 1. Platz
  - 1972 in Zagreb: 4. Platz
  - 1973 in Böblingen: 9. Platz
  - 1974 in Trollhättan: 1. Platz
  - 1975 in Wien: 3. Platz
  - 1977 in Sarajevo: 4. Platz
  - 1978 in Prag: 5. Platz
  - 1979 in Kristianstad: 4. Platz
  - 1980 in München: 11. Platz
  - 1981 in Miskolc: 11. Platz
  - 1983 in Thornaby: 7. Platz
  - 1984 in Bratislava: 11. Platz

- Internationale Meisterschaften
  - 1968 Wiesloch: 4. Platz Doppel (mit Mátyás Beleznay), 2. Platz Mixed (mit Éva Kóczián)
  - 1972 Hagen: 2. Platz Doppel (mit Tibor Klampár), 3. Platz Mixed (mit Judit Magos)
  - 1972 ČSSR Open: 2. Platz Einzel
  - 1974 München: 4. Platz Mixed (mit Judit Magos), 1. Platz mit Ungarn
  - 1974 ČSSR Open: 1. Platz Einzel
  - 1982 World Cup: 3. Platz Einzel

- Nationale ungarische Meisterschaften
  - 1967: 1. Platz Doppel (mit Zoltán Berczik)
  - 1968: 1. Platz Einzel, 1. Platz Mixed (mit Éva Kóczián)
  - 1969: 1. Platz Mixed (mit Beatrix Kisházi)
  - 1970: 1. Platz Einzel, 1. Platz Doppel (mit Tibor Klampár), 1. Platz Mixed (mit Angela Papp)
  - 1971: 1. Platz Doppel (mit Tibor Klampár), 1. Platz Mixed (mit Judit Magos)
  - 1972: 1. Platz Doppel (mit Tibor Klampár), 1. Platz Mixed (mit Judit Magos)
  - 1973: 1. Platz Doppel (mit Tibor Klampár)
  - 1974: 1. Platz Einzel, 1. Platz Doppel (mit Tibor Klampár), 1. Platz Mixed (mit Judit Magos)
  - 1975: 1. Platz Einzel, 1. Platz Doppel (mit Gábor Gergely), 1. Platz Mixed (mit Judit Magos)
  - 1977: 1. Platz Einzel, 1. Platz Doppel (mit Tibor Klampár)
  - 1978: 1. Platz Einzel, 1. Platz Doppel (mit Tibor Klampár)
  - 1979: 1. Platz Doppel (mit Tibor Klampár)
  - 1982: 1. Platz Doppel (mit Gábor Gergely), 1. Platz Mixed (mit Gabriella Szabó)

## Vereine
- Budapesti Spartacus
- TTC Modica (Sizilien) (ab 1983)
- UTTC Stockerau (Österreich) (ab 1985)[4]
- SV Bonlanden (ab 2005)
- SV Salamander Kornwestheim 1894 (Bezirksliga) (ab 2006)

## Turnierergebnisse
| Verband | Veranstaltung                         | Jahr | Ort          | Land | Einzel        | Doppel        | Mixed         | Team |
| ------- | ------------------------------------- | ---- | ------------ | ---- | ------------- | ------------- | ------------- | ---- |
| HUN     | Europameisterschaft                   | 1982 | Budapest     | HUN  | Viertelfinale | Silber        |               | 1    |
| HUN     | Europameisterschaft                   | 1980 | Bern         | SUI  |               | Halbfinale    | Halbfinale    |      |
| HUN     | Europameisterschaft                   | 1978 | Duisburg     | FRG  | Silber        | Viertelfinale |               | 1    |
| HUN     | Europameisterschaft                   | 1974 | Novi Sad     | YUG  |               | Gold          | Viertelfinale | 2    |
| HUN     | Europameisterschaft                   | 1972 | Rotterdam    | NED  | Silber        | Gold          | Halbfinale    |      |
| HUN     | Europameisterschaft                   | 1970 | Moskau       | URS  | letzte 16     | Halbfinale    | Viertelfinale |      |
| HUN     | Europameisterschaft                   | 1968 | Lyon         | FRA  |               | Halbfinale    |               |      |
| HUN     | Jugend-Europameisterschaft (Junioren) | 1968 | Leningrad    | URS  |               | Silber        |               |      |
| HUN     | Jugend-Europameisterschaft (Junioren) | 1967 | Vejle        | DEN  | Halbfinale    |               |               |      |
| HUN     | EURO-TOP12                            | 1984 | Bratislava   | TCH  | 11            |               |               |      |
| HUN     | EURO-TOP12                            | 1983 | Cleveland    | ENG  | 7             |               |               |      |
| HUN     | EURO-TOP12                            | 1981 | Miskolc      | HUN  | 11            |               |               |      |
| HUN     | EURO-TOP12                            | 1980 | München      | FRG  | 11            |               |               |      |
| HUN     | EURO-TOP12                            | 1979 | Kristianstad | SWE  | 4             |               |               |      |
| HUN     | EURO-TOP12                            | 1978 | Prag         | TCH  | 5             |               |               |      |
| HUN     | EURO-TOP12                            | 1977 | Sarajevo     | YUG  | 4             |               |               |      |
| HUN     | EURO-TOP12                            | 1975 | Wien         | AUT  | 3             |               |               |      |
| HUN     | EURO-TOP12                            | 1974 | Trollhatten  | SWE  | 1             |               |               |      |
| HUN     | EURO-TOP12                            | 1973 | Böblingen    | FRG  | 9             |               |               |      |
| HUN     | EURO-TOP12                            | 1972 | Zagreb       | YUG  | 4             |               |               |      |
| HUN     | EURO-TOP12                            | 1971 | Zadar        | YUG  | 1             |               |               |      |
| HUN     | Weltmeisterschaft                     | 1983 | Tokio        | JPN  | letzte 16     | Viertelfinale | letzte 16     | 3    |
| HUN     | Weltmeisterschaft                     | 1981 | Novi Sad     | YUG  | letzte 16     | letzte 16     | keine Teiln.  | 2    |
| HUN     | Weltmeisterschaft                     | 1979 | Pyongyang    | PRK  | letzte 16     | Silber        | Viertelfinale | 1    |
| HUN     | Weltmeisterschaft                     | 1977 | Birmingham   | ENG  | letzte 32     | letzte 16     | keine Teiln.  | 4    |
| HUN     | Weltmeisterschaft                     | 1975 | Calcutta     | IND  | Gold          | Gold          | letzte 16     | 5    |
| HUN     | Weltmeisterschaft                     | 1973 | Sarajevo     | YUG  | letzte 64     | Silber        | letzte 16     | 7    |
| HUN     | Weltmeisterschaft                     | 1971 | Nagoya       | JPN  | letzte 16     | Gold          | letzte 32     | 5    |
| HUN     | Weltmeisterschaft                     | 1969 | München      | FRG  | letzte 16     | letzte 16     | letzte 64     | 9    |
| HUN     | Weltmeisterschaft                     | 1967 | Stockholm    | SWE  | letzte 128    | letzte 64     | keine Teiln.  | 10   |
| HUN     | World Cup                             | 1984 | Kuala Lumpur | MAS  | 13            |               |               |      |
| HUN     | World Cup                             | 1983 | Barbados     | 0    | 5             |               |               |      |
| HUN     | World Cup                             | 1982 | Hong Kong    | HKG  | 4             |               |               |      |
| HUN     | World Cup                             | 1981 | Kuala Lumpur | MAS  | 8             |               |               |      |